# لورنس فلدت
لورنس السهب (بالهولندية: Lau Veldt)‏ مواليد 18 يونيو 1953 في أمستردام، هو دراج هولندي سابق. سبق أن شارك في دورة الألعاب الأولمبية الصيفية.

## الميداليات
| الميدالية | المسابقة                               |
| --------- | -------------------------------------- |
| برونزية   | بطولة العالم للدراجات على المضمار 1978 |

## روابط خارجية
- لورنس فلدت على موقع أرشيف الدراجات (الإنجليزية)
- لورنس فلدت على موقع أوليمبيديا (الإنجليزية)